# إيفا ليم
إيفا ليم (بالهولندية: Eva Lim)‏ هي متزلجة فنية هولندية، ولدت في 10 يوليو 1992 في تشانغشا في الصين.

## وصلات خارجية
- إيفا ليم على موقع الاتحاد الدولي للتزلج (الإنجليزية)